# Silene pseudoverticillata
Silene pseudoverticillata är en nejlikväxtart som beskrevs av Nasir. Silene pseudoverticillata ingår i släktet glimmar, och familjen nejlikväxter. Inga underarter finns listade i Catalogue of Life.